# Ralph Wilson
Ralph Charles Wilson (24 de juny de 1880 - ?) va ser un gimnasta estatunidenc que va competir a primers del segle xx. El 1904 va prendre part en els Jocs Olímpics de Saint Louis, on va guanyar la medalla de bronze en l'exercicis amb maces del programa de gimnàstica.